# 中山职业技术学院
中山职业技术学院（英語：Zhongshan Polytechnic，简称中山职院），是一所位于广东省中山市的高等职业学院，直属中山市人民政府。学校筹建于2005年，2006年6月正式挂牌成立，2010年6月顺利通过教育部人才培养工作评估，2013年11月被确定为广东省示范性职业院校建设单位。2016年8月，入选第二批国家现代学徒制试点单位。
根据2016年12月学校官网显示，该校占地面积620亩，建筑面积19.2万平方米，设有6个教学单位，开办29个专科专业。有全日制学生8000余人，成人教育在籍学生8000余人。